# 河北省农业农村厅
河北省农业农村厅是中华人民共和国河北省人民政府管理河北省农业与农村经济发展的组成部门。

## 部门领导

### 行政领导
- 厅长：董晓航
- 副厅长：刘飚、刘振洲、张保强、苗冰松、左红江
- 一级巡视员：高一雷、吴更雨、段玲玲
- 二级巡视员：顾传学

### 党组领导
- 书记：王国发
- 副书记：董晓航、高一雷、吴更雨
- 成员：刘飚、刘振洲、张保强、王绍军、苗冰松、左红江
- 纪检组长：王绍军

## 建制沿革
- 1949年8月，设置省农业厅；
- 1950年3月，析置省水产局，两年后重新并入；
- 1951年2月，改置省农林厅；
- 1956年2月，再次析置省水产局；
- 1956年3月，撤销省农林厅，分别设置省农业厅与省林业厅；
- 1958年5月，省农业厅、省林业厅、省水产局重新合并为省农林厅；
- 1960年3月，析置省畜牧水产局、省农业机械局；
- 1963年1月，撤销省农林厅，分别设置省农业厅、省林业厅、省农垦局、省水产局；
- 1966年9月，受文化大革命冲击，机关工作瘫痪；
- 1971年5月，河北省革命委员会生产指挥部设置农业组；
- 1971年7月，设置省农业局；
- 1972年11月，改置省农林局；
- 1973年2月，析置省水产局；
- 1976年2月，析置省畜牧办公室；
- 1977年10月，分置省农业局与省林业局；
- 1979年10月，析置省农垦局；
- 1983年6月，撤销省农业局、省农业机械管理局、省农垦局、省社队企业局，合并组建省农业厅；[1]
- 2018年11月，组建河北省农业农村厅，不再保留省委省政府农村工作办公室、省农业厅。

## 机构设置
- 办公室
- 人事处
- 产业政策与法规处（农业综合执法工作办公室）
- 农村经济体制与经营管理处
- 市场与经济信息处（河北省农产品质量安全监管局）
- 计划财务处
- 对外经济技术合作处
- 科技教育处（外来物种管理办公室）
- 粮油作物处
- 经济作物处
- 河北省农业机械化管理局
- 河北省农垦局
- 河北省人民政府农业产业化办公室
- 河北省畜牧兽医局
  - 综合处
  - 畜产品质量安全监管处
  - 畜牧与草原处
  - 防疫监督处
  - 医政药政处
  - 饲料处（河北省饲料工作办公室）
- 河北省水产局
  - 综合处
  - 规划与科技处
  - 水产养殖处
  - 市场与质量监督处
  - 海洋渔业监督处[2]

## 历任厅长
- 省农业厅厅长
  - 张纪光（1949年8月-1951年1月）
- 省农林厅厅长
  - 张纪光（1951年1月-1952年8月）
  - 张克让（1952年9月-1956年3月）
- 省农业厅厅长
  - 张克让（1956年3月-1958年5月）
- 省农林厅厅长
  - 张克让（1959年5月-1960年7月）
  - 陈哲（1960年7月-1963年1月）
- 省农业厅厅长
  - 陈哲（1963年1月-1966年9月）
- 省农业局局长
  - 刘殿辉（1971年7月-1972年10月）
- 省农林局局长
  - 刘殿辉（1972年11月-1977年12月）
- 省农业局局长
  - 刘殿辉（1978年1月-1978年4月）
  - 姜汉民（1978年4月-1983年5月）
- 省农业厅厅长
  - 刘原生（1983年7月-1985年6月）
  - 仉玉林（1985年6月-）[1]

- - 李荣刚（-2006年10月）
  - 刘大群（2006年10月-2008年10月）
  - 赵国岭（2009年1月-2014年8月）
  - 魏百刚（2014年8月-2018年1月）
  - 王国发（2018年1月-2018年11月）
- 省农业农村厅厅长
  - 王国发（2018年11月-2021年9月）
  - 董晓航（2021年9月-2022年3月）